# Noordelijke Kihlankirivier
Noordelijke Kihlankirivier, Zweeds – Fins: Ylinen Kihklankijoki, is een rivier in Zweden, in de gemeente Pajala. Het water van de rivier annex beek komt uit een heuvelachtige omgeving, stroomt naar het oosten en zuidoosten, stroomt tegenover het dorp Kihlanki in Finland de Muonio in en is ruim 23 kilometer lang.
Afwatering: Noordelijke Kihlankirivier → Muonio → Torne → Botnische Golf